# Peone (piede)
Il peone in metrica classica era un piede formato da quattro sillabe di cui tre brevi ed una lunga, a seconda dove quest'ultima veniva a trovarsi dava origine alle quattro varianti di questo piede:
- peone primo (— ∪ ∪ ∪)
- peone secondo (∪ — ∪ ∪)
- peone terzo (∪ ∪ — ∪)
- peone quarto (∪ ∪ ∪ —)

Esso veniva adoperato in componimenti religiosi in onore di Apollo e di Artemide chiamati peana e da essi deriva il nome.